# Свободинська сільська рада (Куюргазинський район)
Свобо́динська сільська рада (рос. Свободинский сельский совет) — муніципальне утворення у складі Куюргазинського району Башкортостану, Росія. Адміністративний центр — село Свобода.

## Населення
Населення — 1207 осіб (2019, 1513 в 2010, 1417 в 2002).

## Склад
До складу поселення входять такі населені пункти:
| Населений пункт        | Населення, осіб (2002) | Населення, осіб (2010) |
| ---------------------- | ---------------------- | ---------------------- |
| Кінья-Абиз, присілок   | 157                    | 147                    |
| Свобода, село          | 564                    | 629                    |
| Тімербаєво, присілок   | 314                    | 298                    |
| Тюканово 2-е, присілок | 382                    | 439                    |